# ガイアー (仮装巡洋艦)
ガイアー (SMS Geier) は第一次世界大戦時のドイツの仮装巡洋艦。仮装巡洋艦「メーヴェ」に捕獲されたイギリス貨物船「Saint Theodore」を仮装巡洋艦としたものである。
「Saint Theodore」は1913年4月22日進水で、British & Foreign Steanm Co. Ltdの所有であった。アメリカ産の石炭を積んでいた「Saint Theodore」は1916年12月12日にフローレス島の西520海里で「メーヴェ」に捕獲された。「Saint Theodore」はいったん「メーヴェ」と別れて合流予定場所へ行き、12月23日に「メーヴェ」と合流。5.2cm砲2門が設置されて仮装巡洋艦ガイアーとなった。指揮を執るのはヴォルフ大尉であった。ガイアーは低速（試験時の速力は12.6kt）のため帆船のみを目標とするよう言われていた。12月28日に「メーヴェ」と別れ、1917年1月17日に「メーヴェ」と合流した。この間の戦果はカナダの帆船「Jean」（215トン）のみであった。1月22日に再び「メーヴェ」と別れたが、戦果は乏しく小型の帆船1隻（詳細不詳）のみであった。トリンダデ島沖で「メーヴェ」と合流後、石炭が乏しくなっていたことから2月14日に「ガイアー」は沈められた。
- トン数：4992トン（GRT）
- 排水量：9700トン（満載）
- 全長：127.2m
- 水線長：123.5m
- 全幅：15.9m
- 運行時の速度：11.5kt
- 兵装：5.2cm砲2門